# Panos

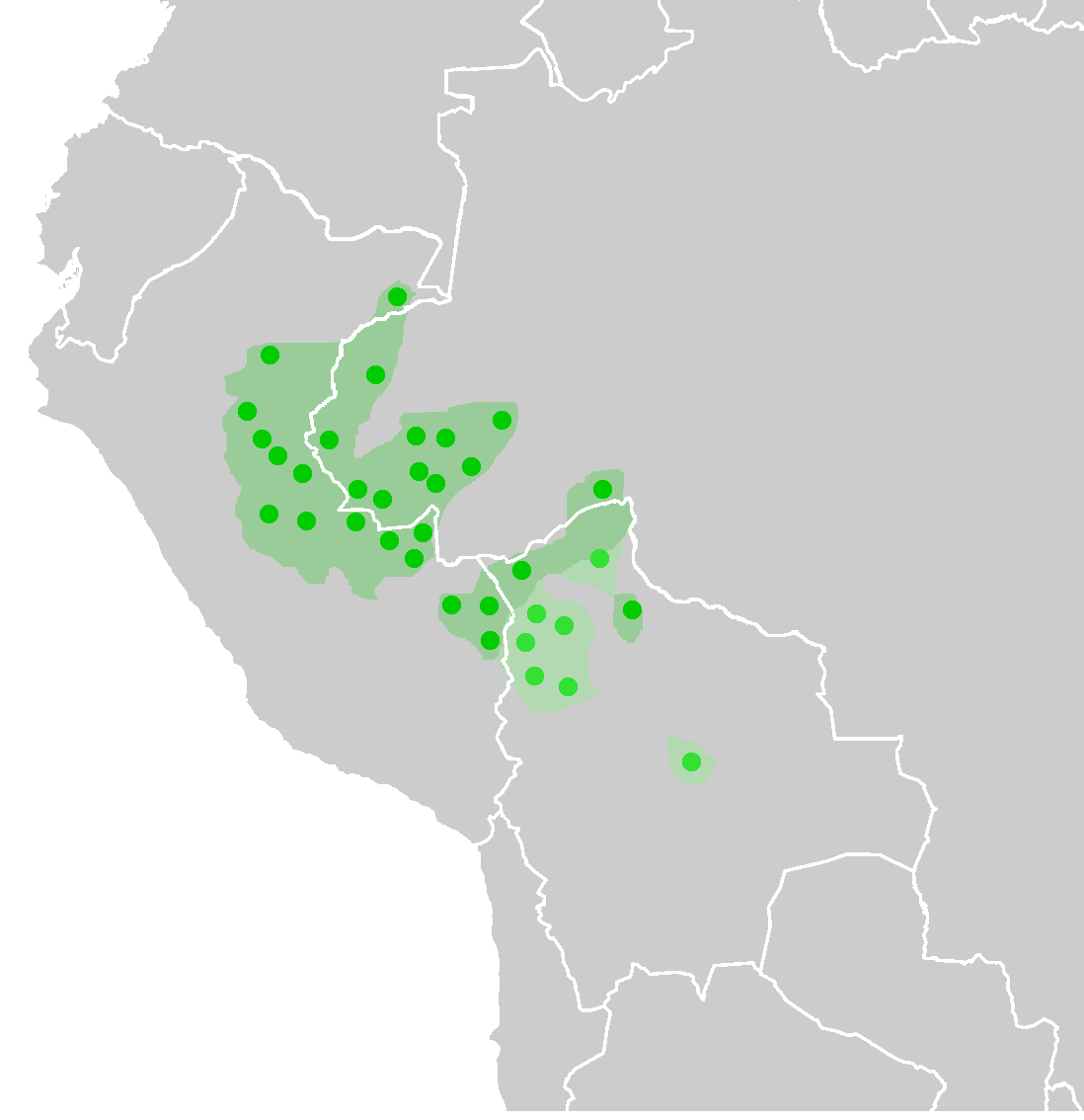
Línguas pano (verde-escuro) e línguas tacanas (verde-claro): os pontos indicam a localização documentadas das línguas.

Os panos são grupos indígenas cujas línguas pertencem à família linguística Pano, faladas por povos indígenas no Brasil, no Peru e na Bolívia. No passado, foram chamados de barbudos.
- Segundo alguns linguistas, o termo pano é pejorativo: vem de panobu, que significaria "os chorões", não sendo uma auto-denominação destes povos, mas sim, um heterônimo, dado por povos pertencentes a outras  famílias linguísticas. A história dos povos Pano no Acre é comum: do tempo dos antigos veio o tempo das correrias, as guerras que ocorreram com a ocupação do Acre por seringalistas e seringueiros desde o fim do século XIX. Nestas guerras houve muita morte, escravidão ou submissão dos(as) índios(as) aos patrões no regime economicamente injusto da seringa. Nas correrias os povos indígenas literalmente saíam correndo, se refugiando em locais longínquos na floresta acreana, tipicamente nos altos (cabeceiras, ou nascentes) dos rios, onde hoje se localizam a maioria das terras indígenas. Neste processo se perdia muita coisa, como utensílios, sementes de suas plantações (este talvez seja o principal impacto) e a importante ligação com suas terras originárias, por exemplo os seus cemitérios. Além disso, o regime da seringa esfacelou as aldeias, pois cada seringueiro cuida de uma colocação distante (dispersa) uma da outra na mata, apenas acompanhado de esposa e filhos(as). Isto prejudicou muito a vida nas aldeias. Também perdeu-se boa parte da língua e inúmeros atributos e práticas culturais, pois a maioria dos seringalistas era violenta, exigindo que se aculturassem conforme sua cultura brasileira / nordestina (a maioria de origem cearense). Nessa situação, os índios no Acre, em geral, passavam a ter vergonha de falar sua língua e praticar seus costumes, sendo que mesmo entre eles instalaram-se práticas repressoras de auto-censura da língua e da cultura. Com o tempo da conquista de terras e demarcação, que teve início no final da década de 1970, podia se ver a importância de se reconstituir os meios de expressão da cultura nativa que haviam sido perdidos: encontros e visitas, festivais, cerimonial sagrado, fala, pintura corporal danças, uso das medicinas tradicionais, etc. (Mariana Pantoja)

## Distribuição geográfica
Os povos pertencentes à família Pano estão localizados no extremo oeste da Amazônia brasileira e na região correspondente ao  piemonte andino, no Peru.
Todos os povos cujas denominações são terminados pelo sufixo -nawa, -náua ou -nauá pertencem a este grupo: Kaxinawá, Yawanawá,  Shawanawá (ou Shawadawã), Shanenawá, Jaminawá, entre outros. Também pertencem a este grupo os Marubo e Corubo (Vale do Javari) e Shipibo (Juruá-Ucaially peruano). Os Katukina do Acre também falam uma língua da família Pano (não confundir com os Katukina do Amazonas). Aparentemente o sufixo -náua ou -nawa designa "povo" ou "gente", acrescido de um prenome indica a que clã este povo pertence. Ex: Shanenaua (povo do pássaro azul), Yawanawá (povo do queixada), etc. Os povos Pano ou nawa compartilham semelhanças não apenas linguísticas mas também nas músicas tradicionais, nas práticas ritualísticas, nas histórias tradicionais e na pintura corporal, entre outros aspectos de sua cultura.